# Liste des frégates de l'United States Navy
La liste qui suit constitue la liste des frégates de l'United States Navy, la marine de guerre des États-Unis.
Pour les frégates conventionnelles, voir la liste des frégates à voiles. Pour les Patrol Frigate, voir la liste des patrouilleurs.

## Classe Bronstein
- USS Bronstein (FF-1037) (en)
- USS McCloy (FF-1038) (en)

## Classe Garcia
- USS Garcia (FF-1040)
- USS Bradley (FF-1041)
- USS Edward McDonnell (FF-1043)
- USS Brumby (FF-1044)
- USS Davidson (FF-1045)
- USS Voge (FF-1047)
- USS Sample (FF-1048)
- USS Koelsch (FF-1049)
- USS Albert David (FF-1050)
- USS O'Callahan (FF-1051)

## Classe Knox
- USS Knox (FF-1052) (en)
- USS Roark (FF-1053) (en)
- USS Gray (FF-1054) (en)
- USS Hepburn (FF-1055) (en)
- USS Connole (FF-1056) (en)
- USS Rathburne (FF-1057) (en)
- USS Meyerkord (FF-1058) (en)
- USS W. S. Sims (FF-1059) (en)
- USS Lang (FF-1060) (en)
- USS Patterson (FF-1061) (en)
- USS Whipple (FF-1062) (en)
- USS Reasoner (FF-1063) (en)
- USS Lockwood (FF-1064) (en)
- USS Stein (FF-1065) (en)

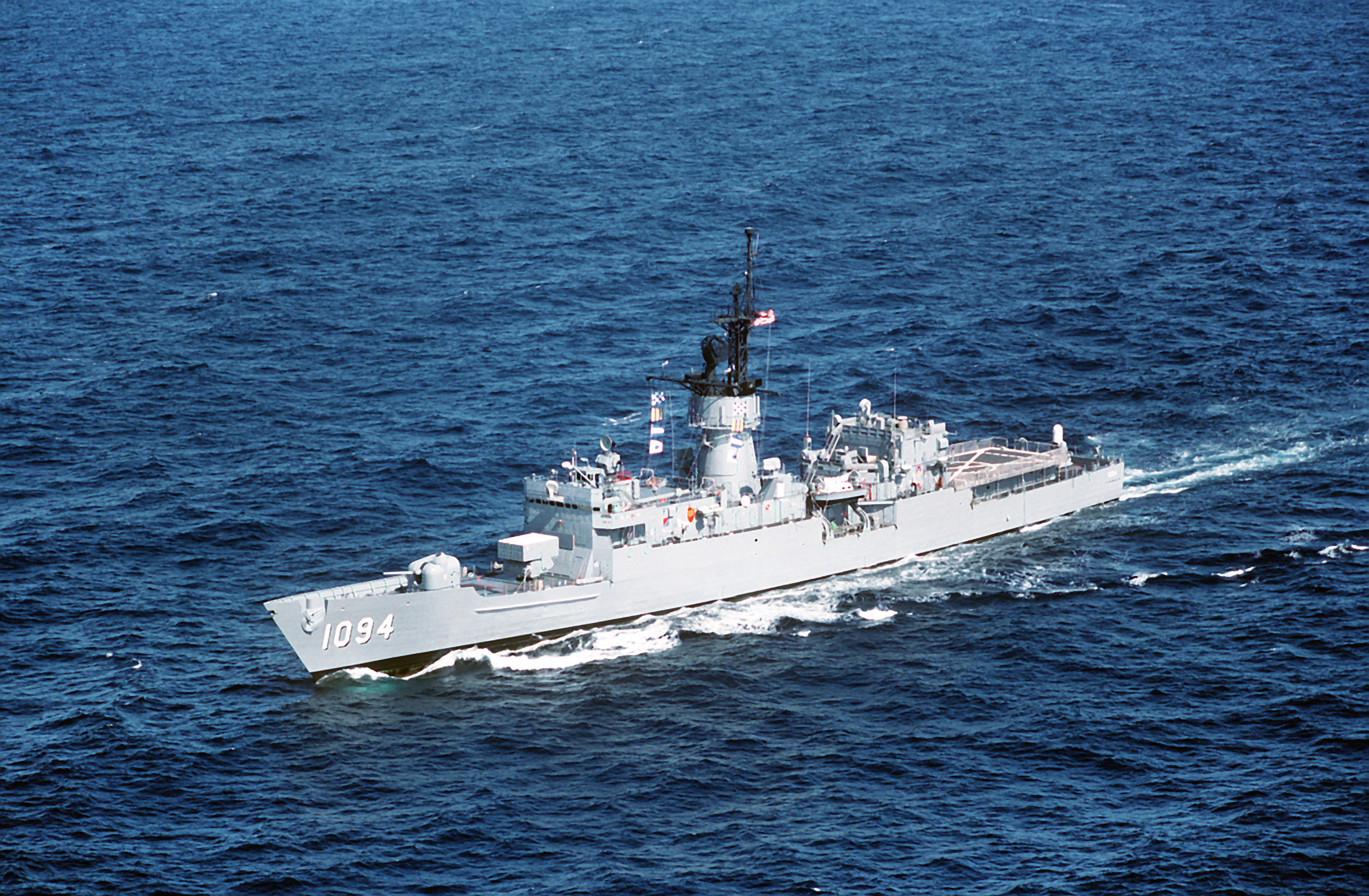
L'USS Pharris (FF-1049) à proximité de Pearl Harbor en août 1989.

- USS Marvin Shields (FF-1066) (en)
- USS Francis Hammond (FF-1067) (en)
- USS Vreeland (FF-1068) (en)
- USS Bagley (FF-1069) (en)
- USS Downes (FF-1070) (en)
- USS Badger (FF-1071) (en)
- USS Blakely (FF-1072) (en)
- USS Robert E. Peary (FF-1073)
- USS Harold E. Holt (FF-1074) (en)
- USS Tripple (FF-1075) (en)
- USS Fanning (FF-1076) (en)
- USS Ouellet (FF-1077) (en)
- USS Joseph Hewes (FF-1078) (en)
- USS Bowen (FF-1079) (en)
- USS Paul (FF-1080) (en)
- USS Aylwin (FF-1081) (en)
- USS Elmer Montgomery (FF-1082) (en)
- USS Cook (FF-1083) (en)
- USS McCandless (FF-1084) (en)
- USS Donald B. Beary (FF-1085) (en)
- USS Brewton (FF-1086) (en)
- USS Kirk (FF-1087)
- USS Barbey (FF-1088) (en)
- USS Jesse L. Brown (FF-1089) (en)
- USS Ainsworth (FF-1090) (en)
- USS Miller (FF-1091) (en)
- USS Thomas C. Hart (FF-1092) (en)
- USS Capodanno (FF-1093) (en)
- USS Pharris (FF-1094) (en)
- USS Truett (FF-1095) (en)
- USS Valdez (FF-1096) (en)
- USS Moinester (FF-1097) (en)

## Classe Glover

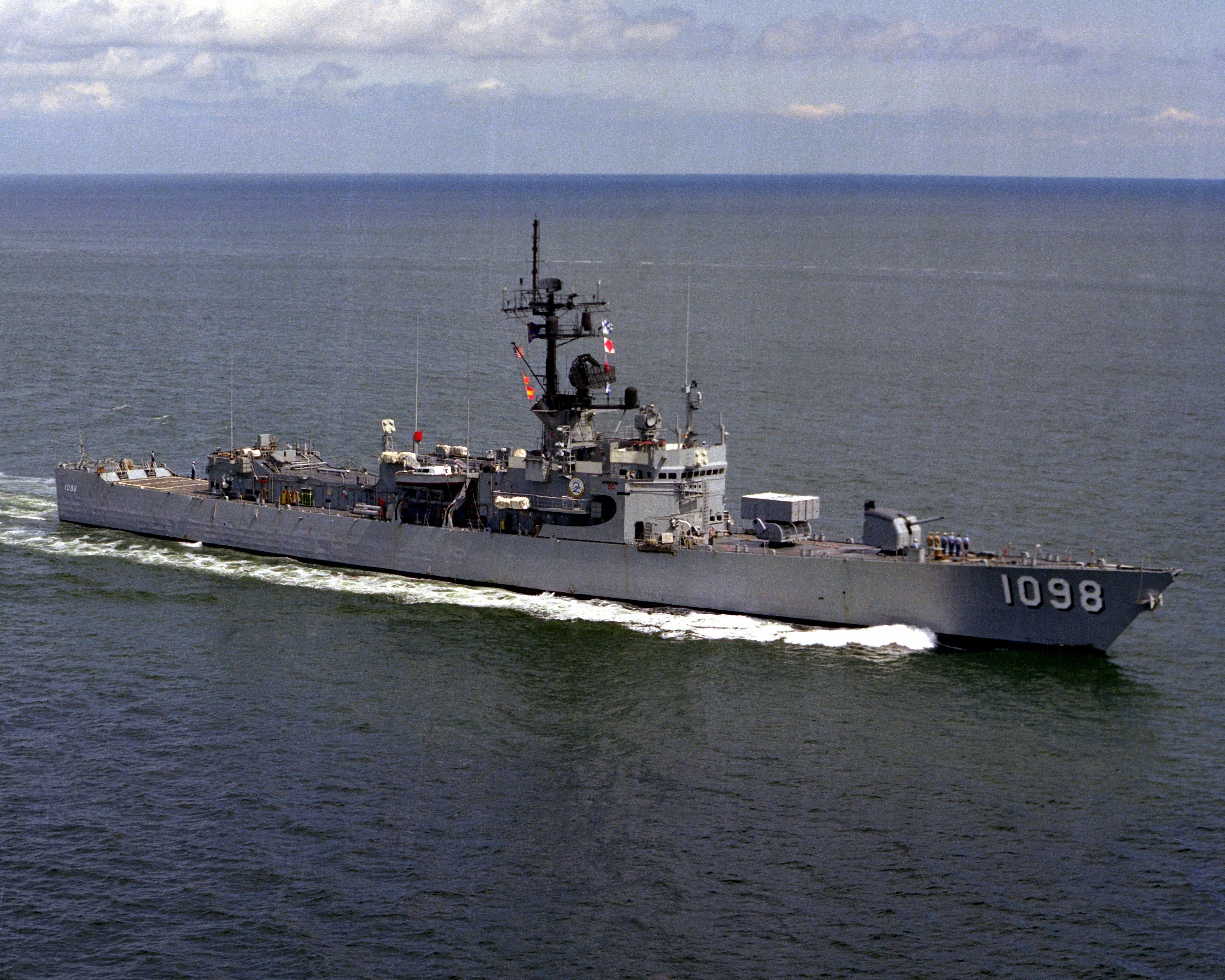
Le Glover en juin 1982.

- USS Glover (FF-1098)

## Classe Brooke
- USS Brooke (FFG-1) (en)
- USS Ramsey (FFG-2) (en)
- USS Schofield (FFG-3) (en)
- USS Talbot (FFG-4) (en)
- USS Richard L. Page (FFG-5) (en)
- USS Julius A. Furer (FFG-6) (en)

## Classe Oliver Hazard Perry
- USS Olivze Hazard Perry (FFG-7) (en)
- USS McInerney (FFG-8)
- USS Wadsworth (FFG-9) (en)
- USS Duncan (FFG-10) (en)
- USS Clark (FFG-11)
- USS Georg Phlip (FFG-12) (en)
- USS Samuel Eliot Morison (FFG-13) (en)
- USS Sides (FFG-14) (en)
- USS Estocin (FFG-15) (en)
- USS Clifton Sprague (FFG-16) (en)
- USS John A. Moore (FFG-19) (en)
- USS Antrim (FFG-20) (en)
- USS Flatley (FFG-21) (en)
- USS Fahrion (FFG-22) (en)
- USS Lewis B. Puller (FFG-23) (en)
- USS Jack Williams (FFG-24) (en)
- USS Copeland (FFG-25) (en)
- USS Gallery (FFG-26) (en)
- USS Mahlon S. Tisdale (FFG-27) (en)
- USS Boone (FFG-28) (en)
- USS Stephen W. Groves (FFG-29) (en)
- USS Reid (FFG-30) (en)
- USS Stark (FFG-31)
- USS John L. Hall (FFG-32) (en)
- USS Jarrett (FFG-33) (en)
- USS Aubrey Fitch (FFG-34) (en)
- USS Underwood (FFG-36) (en)
- USS Crommelin (FFG-37) (en)
- USS Curts (FFG-38) (en)
- USS Doyle (FFG-39) (en)
- USS Halyburton (FFG-40)
- USS McClusky (FFG-41) (en)
- USS Kalkring (FFG-42) (en)
- USS Thach (FFG-43) (en)
- USS De Wert (FFG-45)
- USS Rentz (FFG-46) (en)
- USS Nicholas (FFG-47) (en)
- USS Vandegrift (FFG-48) (en)
- USS Robert G. Bradley (FFG-49) (en)
- USS Taylor (FFG-50) (en)
- USS Gary (FFG-51) (en)
- USS Carr (FFG-52) (en)
- USS Hawes (FFG-53) (en)
- USS Ford (FFG-54)
- USS Elrod (FFG-55) (en)
- USS Simpson (FFG-56) (en)
- USS Reuben James (FFG-57) (en)
- USS Samuel B. Roberts (FFG-58) (en)
- USS Kauffman (FFG-59) (en)
- USS Rodney M. Davis (FFG-60) (en)
- USS Ingraham (FFG-61) (en)